# Asymplecta aplectodes
Asymplecta aplectodes är en fjärilsart som beskrevs av Turner 1923. Asymplecta aplectodes ingår i släktet Asymplecta och familjen äkta malar. Inga underarter finns listade i Catalogue of Life.